# Хи (слово)
Хи (велико Χ, мало χ, грч. χι) је 22. слово грчког алфабета. У грчком нумеричком систему има вредност 600. 
У српски језик се транскрибује као х (χιλια [хилиа] хиљада).
Из овог слова настало је ћирилично слово Х.
У математици означава непознату вредност.